# جان بالاتشا
جان بالاتشا (براغ، 11 اغسطس 1948 - 19 يناير 1969) طالب تشيكي أضمر النار في نفسه كشكل من أشكال الاحتجاج السياسي.

## سيرة ذاتية
في أغسطس من عام 1968 قامت قوات حلف وارسو، تحت قيادة الاتحاد السوفيتي بغزو تشيكوسلوفيكيا للقضاء على البرنامج الإصلاحي لحكومة ألكسندر دوبتشيك، وكذلك للقضاء على (ربيع براغ)، وكتعبيرا عن الاحتجاج ضحى بالاتشا بنفسه في ميدان وينسيسلاس، براغ، في 16 يناير من عام 1969.
تحولت مراسم دفنه إلى احتجاج كبير مندد بالاحتلال، وبعد مرور شهر في 25 من فبراير، انتحر طالب آخر (جان زاجيك) بنفس الطريقة وفي نفس المكان. وفي أبريل، قام إيفين بلوشيك بالأمر نفسه في يهلافا.
وفي الذكرى العشرين من موت بالاتشا حدث ما يعرف بـإسبوع بالاتشا بين الخامس عشر والحادي والعشرين من شهر يناير لعام 1989، وقامت العديد من المظاهرات في براغ ضد الشيوعية تم قمعها بواسطه الشرطة. وبعد مرور إحدى عشر شهراً سقط النظام.

## تكريم اسمه

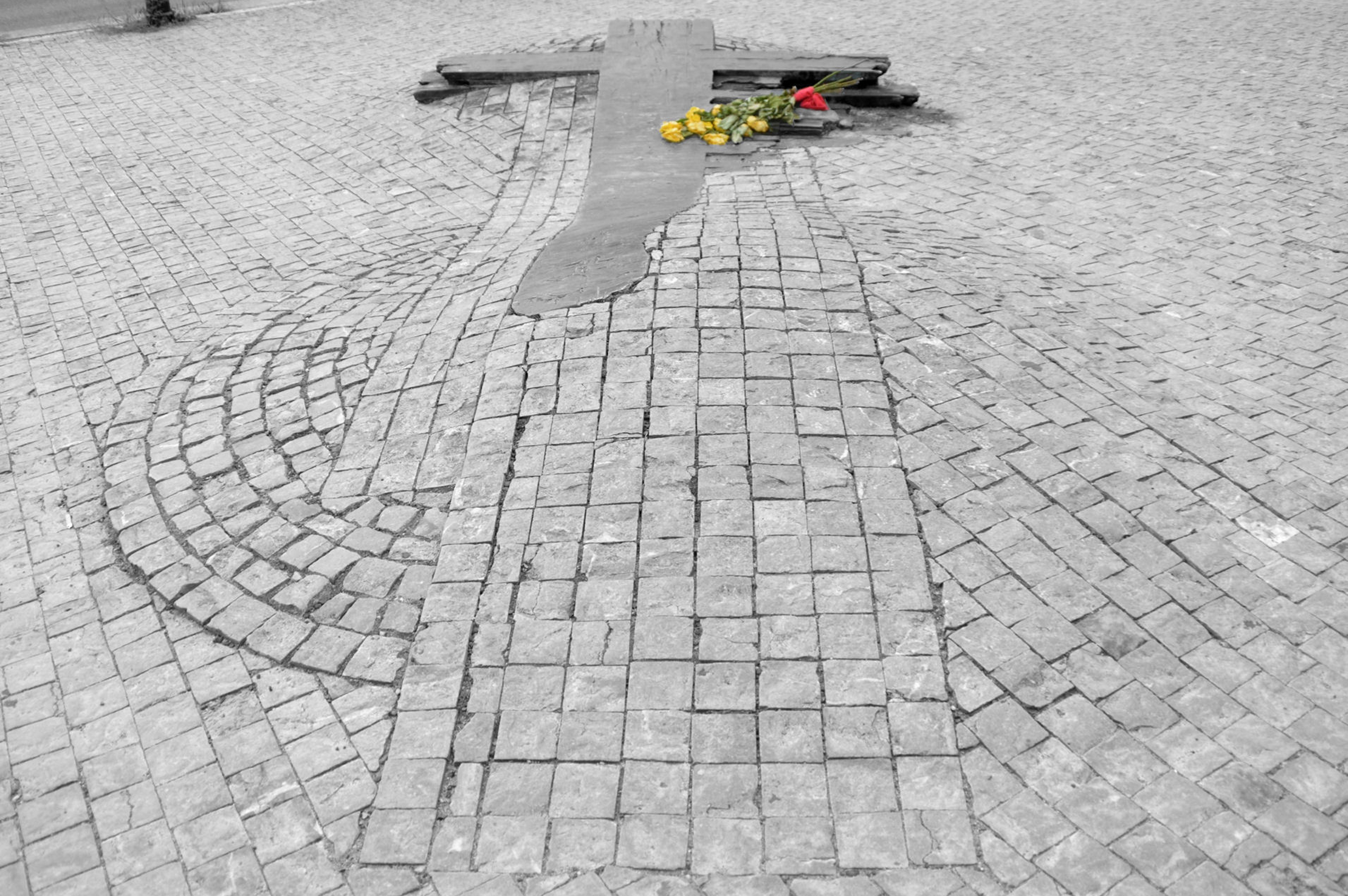
النصب التذكاري لجان بالاتشا وزاجيك.

وعقب ما عرف بـالثوره المخملية، تم إحياء ذكرى كل من بالاتشا وزاجيك بصليب من النحاس منغرس في رصيف المشاة في المكان الذي ضحى فيه بالاتشا بنفسه عند مخرج المتحف القومي. أيضاً أُطلق اسمه على الميدان المركزي تشريفاً له -الذي يتواجد به مبنى رودولفينوم، كما قام عالم الفلك لوبوش كوهوتيك بالأمر نفسه عندما أطلق اسمه على أحد الكويكبات التي قام باكتشافها في 22 أغسطس 1969، بالاتشا (1834). كما يوجد نصب تذكارية مختلفة غيرها في أوروبا.  

## وصلات خارجية
- Biografía de Jan Palach (بالتشيكية)
- Radio Praha عن بالاتشا وزايك
- Document sheds new light on Jan Palach’s suicide forty years on, Czech Radio, January 12, 2009 (بالإنجليزية)